# USS Viper (SS-10)
USS Viper (SS-10) – amerykański okręt podwodny z okresu I wojny światowej, jednostka prototypowa typu B. Została zwodowana 30 marca 1907 roku w Fore River Shipyard w Quincy i przyjęta w skład US Navy 18 października 1907 roku. W listopadzie 1911 roku nazwę okrętu zmieniono na oznaczenie literowo-numeryczne B-1. Okręt skreślono z listy floty 16 stycznia 1922 roku.

## Projekt i budowa
USS „Viper”, zaprojektowany przez inż. Johna Hollanda, stanowił rozwinięcie jego poprzedniego projektu (typ A). Okręt miał większe wymiary i wyporność, a także wyposażono go w dwie wyrzutnie torped oraz powiększony kiosk i mostek. W późniejszym czasie wyposażenie jednostki powiększono o drugi peryskop.
Okręt zbudowany został w stoczni Fore River Shipyard w Quincy. Stępkę jednostki położono 5 września 1905 roku, a zwodowana została 30 marca 1907 roku.

## Dane taktyczno–techniczne
„Viper” był małym okrętem podwodnym o konstrukcji jednokadłubowej. Długość całkowita jednostki wynosiła 25,1 metra, szerokość 3,8 metra i zanurzenie 3,2 metra. Wyporność w położeniu nawodnym wynosiła 145 ton, a w zanurzeniu 173 tony. Okręt napędzany był na powierzchni przez silnik benzynowy Craig o mocy 250 koni mechanicznych (KM). Napęd podwodny zapewniał silnik elektryczny Electro-Dynamic o mocy 150 KM. Jednośrubowy układ napędowy pozwalał osiągnąć prędkość 9 węzłów na powierzchni i 8 węzłów w zanurzeniu. Zasięg wynosił 540 Mm przy prędkości 9 węzłów w położeniu nawodnym oraz 12 Mm przy prędkości 4 węzłów pod wodą. Dopuszczalna głębokość zanurzenia wynosiła 45 metrów.
Okręt wyposażony był w dwie dziobowe wyrzutnie torped kalibru 450 mm (18"), z łącznym zapasem czterech torped. Załoga okrętu składała się 10 oficerów, podoficerów i marynarzy.

## Przebieg służby
USS „Viper” (Submarine Torpedo Boat No. 10) został wcielony do służby w US Navy 18 października 1907 roku. Pierwszym dowódcą jednostki został por. mar. Donald C. Bingham. Okręt został przydzielony do 2. Flotylli Okrętów Podwodnych we Flocie Atlantyku, gdzie brał udział w szkoleniu i eksperymentach. W okresie 30 listopada 1909 – 15 kwietnia 1910 roku był wycofany z czynnej służby. Następnie „Viper” został przywrócony do służby, a 9 maja 1911 roku trafił do rezerwy. 17 listopada 1911 roku nazwę okrętu zmieniono na oznaczenie literowo-numeryczne B-1.
W kwietniu 1914 roku B-1 został przeholowany do Norfolk. 16 lutego 1915 roku wraz z A-3 i A-5 na pokładzie węglowca USS „Hector” rozpoczął podróż na Filipiny, osiągając cel 24 marca. 15 kwietnia okręt ponownie wszedł do służby w 1. Dywizjonie Okrętów Podwodnych we Flocie Azjatyckiej. Jako najnowocześniejszy w tym czasie okręt podwodny Floty Azjatyckiej, okręt został jednostką flagową dowódcy dywizjonu, por. mar. Thomasa Baxtera. W okresie I wojny światowej okręt patrolował wejście do Zatoki Manilskiej i eskortował lokalne konwoje. Jesienią 1916 roku w trakcie patrolu w Zatoce Manilskiej na okręcie wydarzył się wypadek: załoga zatruła się oparami benzyny z nieszczelnych przewodów paliwowych.
Po wojnie B-1 został przydzielony do 2. Dywizjonu Okrętów Podwodnych. 17 lipca 1920 roku okręt otrzymał numer identyfikacyjny SS-10. 1 grudnia 1921 roku w Cavite został wycofany ze służby i przeznaczony na okręt-cel. Z listy floty został skreślony 16 stycznia 1922 roku.